# معهد أذربيجان الوطنية للموسيقى
معهد أذربيجان الوطنية للموسيقى (بالأذرية: Azərbaycan Milli Konservatoriyası) - هو معهد عالي لتعليم الموسيقى في العاصمة الأذربيجان باكو.

## عن المعهد
تم تأسيس معهد أذربيجان الوطنية للموسيقى بمرسوم من رئيس جمهورية أذربيجان حيدر علييف بتاريخ 13 يوليو 2000. 
في 10 أغسطس 2001 على موجب المرسوم، تم نقل كلية باكو للموسيقى والجيمنازيوم الجمهوري للفنون إلى معهد أذربيجان الوطنية للموسيقى.
تم تعيين مدير المعهد فنان الشعب في  أذربيجان، بروفيسور سيياوش كريمي.  
في عام 2003، تم إنشاء المختبرالبحوث للتحسين للآلات الموسيقية الوطنية كجزء من معهد أذربيجان الوطنية للموسيقى. 
في 28 ديسمبر 2011، في مركز موغام الدولي، تم تقديم عرض تقديمي للآلات الموسيقية التي تم تحسينها بواسطة مختبر للأبحاث، من بينها سنطور و جينك. 